# Robert Bell (pilote automobile)
Pour les articles homonymes, voir Robert Bell et Bell.
Robert Bell, né le 30 avril 1979, est un pilote automobile britannique régulièrement engagé en Le Mans Series et aux 24 Heures du Mans.

## Carrière
- Championnat de Grande-Bretagne de Formule Renault
  - Vainqueur des Winter Series en 2001 et 2002

- FIA GT
  - Participation de 2007 à 2009
  - Deux victoires dans la catégorie GT2 dans les deux courses de Bucarest en 2008

- Le Mans Series
  - Participation depuis 2005, plus de dix victoires en catégories GT1 et GT2
  - Champion dans la catégorie GT2 en 2007 et 2008
  - Victoire dans la catégorie GT1 aux 1 000 kilomètres du Nürburgring en 2005
  - Victoires dans la catégorie GT2 aux 1 000 kilomètres du Nürburgring en 2007 et 2008, aux 1 000 kilomètres de Silverstone en 2007, 2008 et 2009, aux 1 000 kilomètres de Spa 2008
  - Victoires dans la catégorie GTE Pro aux 6 Heures du Castellet et aux 6 Heures d'Estoril en 2011

- 24 Heures du Mans
  - Participation depuis 2007

## Résultats aux 24 Heures du Mans
| Année | Voiture                     | Équipe           | Équipiers                              | Résultat |
| ----- | --------------------------- | ---------------- | -------------------------------------- | -------- |
| 2007  | Panoz Esperante GTLM (pl)   | Team LNT         | Lawrence Tomlinson / Richard Dean (en) | 23e      |
| 2008  | Ferrari F430 GTC            | Virgo Motorsport | Tim Mullen (en) / Tim Sugden           | Abandon  |
| 2009  | Ferrari F430 GTC            | JMW Motorsport   | Andrew Kirkaldy / Tim Sugden           | 23e      |
| 2010  | Aston Martin V8 Vantage GT2 | JMW Motorsport   | Tim Sugden / Bryce Miller              | Abandon  |
| 2011  | Ferrari 458 Italia GT2      | JMW Motorsport   | Tim Sugden / Xavier Maassen            | 24e      |